# Liste der Biografien/Kolk
Liste der Biografien |
Portal Biografien |
Personensuche
# |
A |
B |
C |
D |
E |
F |
G |
H |
I |
J |
K |
L |
M |
N |
O |
P |
Q |
R |
S |
T |
U |
V |
W |
X |
Y |
Z |
?
 
Ka |
Kb |
Kc |
Kd |
Ke |
Kf |
Kg |
Kh |
Ki |
Kj |
Kl |
Km |
Kn |
Ko |
Kp |
Kr |
Ks |
Kt |
Ku |
Kv |
Kw |
Ky |
Kx |
Kz
 
Koa |
Kob |
Koc |
Kod |
Koe |
Kof |
Kog |
Koh |
Koi |
Koj |
Kok |
Kol |
Kom |
Kon |
Koo |
Kop |
Kor |
Kos |
Kot |
Kou |
Kov |
Kow |
Kox |
Koy |
Koz
 
Kola |
Kolb |
Kolc |
Kold |
Kole |
Kolf |
Kolg |
Kolh |
Koli |
Kolj |
Kolk |
Koll |
Kolm |
Koln |
Kolo |
Kolp |
Kolr |
Kols |
Kolt |
Kolu |
Kolv |
Kolw |
Koly |
Kolz
Die Liste der Biografien führt alle Personen auf, die in der deutschsprachigen Wikipedia einen Artikel haben. Dieses ist eine Teilliste mit 33 Einträgen von Personen, deren Namen mit den Buchstaben „Kolk“ beginnt.

## Kolk
- Kolk, Bessel van der (* 1943), niederländisch-amerikanischer Psychiater, Traumatherapeut und AutorBessel van der Kolk (* 1943)

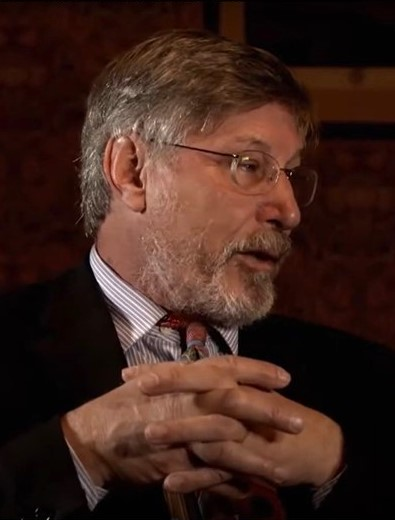
Bessel van der Kolk (* 1943)

- Kolk, Jacobus Ludovicus Conradus Schroeder van der (1797–1862), niederländischer Mediziner
- Kolk, Jüri (* 1972), estnischer Schriftsteller
- Kolk, Kirsten van der (* 1975), niederländische Ruderin
- Kolk, Raimond (1924–1992), estnischer Schriftsteller
- Kolk, Rainer (* 1955), deutscher Germanist
- Kolk, Santi (* 1981), niederländischer Fußballspieler

### Kolke
- Kolke, Heinrich vom (1821–1856), deutscher Physiker
- Kolke, Markus (* 1990), deutscher Fußballspieler
- Kölkebeck, Katja (* 1977), deutsche Psychiaterin und Hochschullehrerin
- Kolkenbrock, Theo (1932–2022), deutscher Fußballspieler
- Kolker, Adam (* 1958), US-amerikanischer Jazzmusiker (Holzblasinstrumente)
- Kolker, Ava (* 2006), US-amerikanische Schauspielerin, Synchronsprecherin und Sängerin
- Kolker, Boris (* 1939), sowjetisch-amerikanischer Sprachlehrer, Übersetzer und Esperantist
- Kolker, Henry (1870–1947), US-amerikanischer Schauspieler und Regisseur
- Kolker, Hugo (1845–1915), jüdischer Industrieller und Kunstsammler
- Kölker, Jens (* 1970), deutscher Journalist und FernsehmoderatorJens Kölker (* 1970)

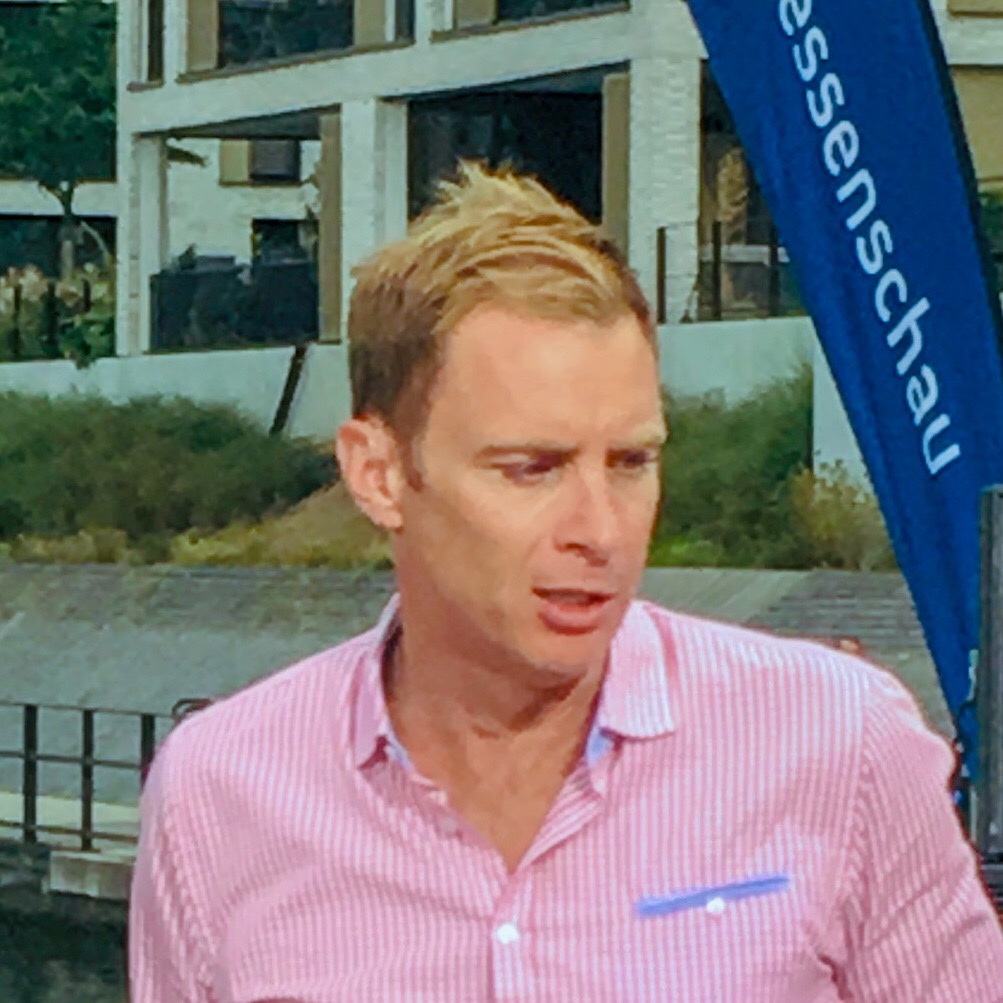
Jens Kölker (* 1970)

- Kolker, Jimmy James (* 1948), US-amerikanischer Diplomat
- Kolker, Lexy (* 2009), US-amerikanische Schauspielerin
- Kölker, Willy (1893–1980), deutscher Jagdflieger, Kaufmann, Politiker
- Kölker, Wolfgang (* 1959), deutscher Politiker (CDU), MdL

### Kolkk
- Kolkka, Joonas (* 1974), finnischer Fußballspieler

### Kolkm
- Kolkman, Ilse (* 1997), niederländische Ruderin
- Kolkmann, Friedrich-Wilhelm (* 1936), deutscher Mediziner und ärztlicher Standespolitiker
- Kolkmann, Joseph (1839–1880), deutscher Rechtswissenschaftler
- Kolkmann, Käte (1908–1994), deutsche Schriftstellerin
- Kolkmann, Michael, deutscher Politikwissenschaftler

### Kolko
- Kolko, Gabriel (1932–2014), US-amerikanischer Historiker
- Kolkovich, Joseph (* 1957), slowakischer Komponist und Musiker
- Kolkowski, Aleksander (* 1959), englischer Violinist

### Kolku
- Kolkus, Jaroslav (* 1954), tschechischer Offizier
- Kolkutin, Andrei (* 1957), russischer Maler

### Kolkw
- Kolkwitz, Richard (1873–1956), deutscher Botaniker